# Азатот
„Азатот” (енгл. Azathoth) је приповетка америчког писца Хауарда Филипса Лавкрафта, написана у јуну 1922. и први пут објављена у часопису Leaves 1938. године. Прво је Лавкрафтово дело у коме се помиње божанство Азатот, један од главних ентитета у Ктулу митовима, иако се овде појављује само у наслову.

## Радња
Прича почиње описом како је савремени свет лишен маште и веровања у магију. Главни јунак је неименовани човек који живи у досадном и ружном граду. Сваке ноћи дуги низ година човек гледа са свог прозора у звезде, све док с временом не почне да посматра тајне видике које нормално човечанство ни не наслућује. Једне ноћи јаз између његовог света и звезда је премошћен, а његов ум се уздиже из његовог тела у безгранични космос.

## Инспирација
Лавкрафт је описао свој планирани роман као „чудну источњачку причу у маниру 18. века” и као „чудан роман налик Ватеку”, позивајући се на роман о Арабији који је написао Вилијам Томас Бекфорд 1786. године. Сугеришући да ће његова прича наликовати Хиљаду и једној ноћи, написао је:
Нећу се повиновати ниједном модерном критичком канону, већ ћу се искрено вратити кроз векове и постати творац митова са оном детињастом искреношћу коју нико осим раног Дансенија није покушао да постигне данас. Отићи ћу из нашег света када будем писао, са умом не усредсређеним на књижевна средства, већ на снове које сам сањао када сам имао шест година или мање − снове који су уследили након мојих првих сазнања о Синбаду, Агибу, Баба-Абдали и Сиди-Ноуману.
Иако Лавкрафт вероватно никада није наставио ову причу даље од сачуваног фрагмента од 480 речи, касније је написао новелу са сличном темом, Сновита потрага за незнаним Кадатом.